# 곽태수
곽태수(1962년 10월 7일 ~ )는 대한민국 전라남도의회 의원이다.

## 학력
- 장흥고등학교
- 남도대학(전남도립대학교) 원예산업과 졸업

## 경력
- 장흥군한우협회 감사
- 대덕새마을금고 이사장
- 2010.07 ~ 2014.06: 제6대 장흥군의회 의원
- 2014.07 ~ 2018.03: 제7대 장흥군의회 의원
  - 2014.07 ~ 2016.06: 제7대 장흥군의회 전반기 의장
- 2018.07 ~ 2022.03: 제11대 전라남도의회 의원

## 역대 선거 결과
|  | 20.54% |

|  | 16.41% |

|  | 57.91% |